# Старое Русское Маматкозино
Старое Русское Маматкозино — село в Верхнеуслонском районе Татарстана. Административный центр Новорусско-Маматкозинского сельского поселения.

## География
Находится в западной части Татарстана на расстоянии приблизительно 23 км на юг-юго-запад от районного центра села Верхний Услон.

## История
Известно с времён Казанского ханства, со второй половины XVII века начало заселяться и русскими крестьянами. Упоминалось также как Старое Маматкозино. Среди владельцев села были князья Баратаевы.

## Население
Постоянных жителей было в 1782 году — 222 души мужского пола; в 1859 — 602, в 1897 — 633, в 1908 — 742, в 1920 — 762, в 1926 — 827, в 1938 — 618, в 1949 — 534, в 1958 — 482, в 1970 — 225, в 1979 — 250, в 1989 — 190. Постоянное население составляло 205 человек (русские 65 %, татары 35 %) в 2002 году, 173 — в 2010.